# Musée Ianchelevici
Le musée Ianchelevici (MiLL) est un musée situé au centre de la Louvière dans la province de Hainaut (Belgique). Il s'agit d'un musée communal. Il gère également la collection d'œuvres d'art de la ville de La Louvière.
Aménagé dans l'ancien Palais de justice de La Louvière, le Mill présente dans les collections permanentes la plus importante collection d'œuvres du sculpteur d'origine roumaine Idel Ianchelevici (1909 - 1994), sculpteur et dessinateur mondialement connu pour ses statues monumentales ou intimistes exprimant un réalisme épuré et pour ses dessins. Le musée possède 200 sculptures et 2 000 dessins.

## Histoire
Le musée occupe le siège de l'ancien Palais de justice de La Louvière, construit en 1900 dans un style néo-classique et que la magistrature a occupé jusqu'en 1977.
Dès 1983, le sculpteur Ianchelevici envisage de créer un musée consacré à son œuvre. Ayant des liens particuliers avec la ville La Louvière qui a exposé ses œuvres à plusieurs reprises, il crée en 1984 avec son épouse la Fondation Ianchelevici dont le siège social est établi dans cette localité. En concertation avec la ville de La Louvière, il est décidé de transformer le palais de Justice en musée en l'adaptant aux impératifs muséologiques. En avril 1986, les travaux débutent et le musée est l'inauguré le 15 mai 1987.

## Statut et gestion
Le 20 mars 1984, Idel Ianchelevici et son épouse Betty Frenay créent la Fondation d'utilité publique Iankelevici (arrêtés royaux du 11 mars 1985 et du 17 septembre 2005). Son siège est établi au Musée Ianchelevici de La Louvière. La fondation a pour but la défense et l'illustration de l'œuvre sculptée et graphique de l'artiste. Légataire de la majeure partie de ses œuvres, il lui revient d'en assurer la continuité d'exposition et d'autoriser des prêts, à court ou à long terme. La Fondation est administrée par un conseil de 7 membres, dont le premier président a été le ministre d'État Pierre Harmel.
La Fondation coopère avec l'ASBL Les Amis de Ianchelevici, détentrice d'un certain nombre d'œuvres de l'artiste et qui prend diverses initiatives en vue de servir la mémoire de Ianchelevici. Tous les trois ans, un prix Ianchelevici est décerné par l'ASBL et le musée d'art contemporain en Plein Air du Sart-Tilman pour une réalisation exemplaire d'intégration plastique à l'architecture ou à l'urbanisme.

## Mission
Au rez-de-chaussée, le musée présente la plus importante collection de sculptures et dessins d’Idel Ianchelevici. 
De même, le musée gère la collection artistique de la ville de La Louvière (plus de mille pièces conservées en réserve ou réparties dans des bâtiments communaux) par le biais d'expositions temporaires en rapport avec l’histoire culturelle régionale.

## Collections
La collection permanente consacrée à Idel Iankelevici est présente au rez-de-chaussée : on y trouve une cinquantaine de sculptures en bronze, modelages originaux en plâtre, tailles directes et de nombreux dessins.
Les salles de l’étage du musée sont dédiées à des expositions temporaires présentant les œuvres d'artistes de renommée nationale et internationale ou de jeunes artistes.

## Expositions et activités
Le musée organise de nombreuses expositions temporaires sur l'art orientées vers la création contemporaine.
Des activités sont également organisées : visites guidées, ateliers créatifs, stages créatifs pour enfants, anniversaires au musée et visites à besoins spécifiques.